# Ischaemum bombaiense
Ischaemum bombaiense är en gräsart som beskrevs av Norman Loftus Bor. Ischaemum bombaiense ingår i släktet Ischaemum och familjen gräs. Inga underarter finns listade i Catalogue of Life.